# Свинорыловые
Свинорыловые, или конгиоподовые (лат. Congiopodidae), — семейство морских лучепёрых рыб из отряда скорпенообразных. Обитают на шельфе умеренных и субтропических морей Южного полушария на глубине до 600 метров. У них нет чешуи, а рыло вытянутое с маленьким ртом.

## Классификация
Систематики не пришли к единому мнению в вопросе состава семейства: род пирриен многие из них выделяют в отдельное монотипическое семейство Perryenidae Honma, Imamura & Kawai, 2013.
Таким образом, в семейство включают 4 или 3 рода с 9 видами:
- Alertichthys Moreland, 1960 — Свинорылы-алертихты (1 вид)
- Congiopodus Perry, 1811 — Конгиоподы (6 видов)
- Perryena Whitley, 1940 — Перриены (1 вид)
- Zanclorhynchus Günther, 1880 — Свинорылы-занклоринхи (1—2 вида)